# Saison 2008-2009 du Havre Athletic Club
Chronologie
Saison précédente
Le Havre Athletic Club Football Association, ou Havre Athletic Club, club de football français fondé en 1872, retrouve en 2008 la Ligue 1 après cinq années en Ligue 2. Pour cette saison, le club est présidé par Jean-Pierre Louvel, et entraîné par Jean-Marc Nobilo, ancien directeur technique du club.

## Transferts officialisés

### Arrivées
- Nicolas Dieuze (milieu - Toulouse FC)
- Cédric Fauré (attaquant - Stade de Reims)
- Guillaume Norbert (défenseur - FC Nantes)
- Stéphane Noro (milieu - ES Troyes AC)
- Massamba Sambou (défenseur - AS Monaco)
- Mahamane Traoré (milieu - Centre Salif Keita)

### Départs
- Guillaume Hoarau (attaquant - Paris SG)
- Olivier Blondel (gardien - Toulouse FC)
- Antoine Devaux (Milieu - US Boulogne)
- Benjamin Laurant (Milieu - Amiens SC)
- Valéry Mezague (Milieu - FC Sochaux Retour de prêt)

## Effectif professionnel
| N° | Nom                  | Poste     | Date de Naissance | Lieu de naissance         | Nationalité sportive | Année d’arrivée au club | Clubs précédents                                                          |  |
| 16 | Johnny Placide       | Gardien   | 29 janvier 1988   | Montfermeil               | Haïti                | 2004                    | Formé au club                                                             |  |
| 1  | Christophe Revault   | Gardien   | 22 mars 1972      | Paris                     | France               | 2007                    | Le Havre AC - Paris SG - Stade rennais - Toulouse FC - Stade rennais      |  |
| 30 | Mike Vanhamel        | Gardien   | 16 novembre 1989  | Ixelles                   | Belgique             | 2007                    | RSC Anderlecht                                                            |  |
| 25 | Abasse Ba            | Défenseur | 12 juillet 1976   | Pelel Kindessa (Sénégal)  | Sénégal              | 2007                    | CS Louhans-Cuiseaux - Dijon FCO                                           |  |
| 2  | Maxime Baca          | Défenseur | 2 juin 1983       | Corbeil-Essonnes          | France               | 2005                    | Paris SG - Entente Sannois Saint-Gratien                                  |  |
| 19 | Olivier Davidas      | Défenseur | 8 novembre 1981   | Le Havre                  | France               |                         | Formé au club                                                             |  |
| 3  | Nicolas Gillet       | Défenseur | 8 novembre 1976   | Brétigny-sur-Orge         | France               | 2007                    | FC Nantes - RC Lens                                                       |  |
| 5  | Jérémy Henin         | Défenseur | 12 novembre 1977  | Harfleur                  | France               | 2007                    | Le Havre AC - CS Sedan-Ardennes                                           |  |
| 28 | Adama Soumare        | Défenseur | 12 mai 1982       | Meudon                    | France               | 1997                    | Formé au club                                                             |  |
| 21 | Damien Tixier        | Défenseur | 23 juin 1980      | Nîmes                     | France               | 2007                    | Beaucaire - Naval 1er mai - Académica de Coimbra - União Leiria - RC Lens |  |
| 14 | Loïc Nestor          | Défenseur | 20 mai 1989       | Haguenau                  | France               |                         | Formé au club                                                             |  |
| 20 | Benjamin Police      | Défenseur | 19 mai 1988       | Rouen                     | France               |                         | Formé au club                                                             |  |
| 4  | Massamba Sambou      | Défenseur | 17 septembre 1986 | Kolda (Sénégal)           | Sénégal              | 2008                    | Centre Aldo Gentina de Dakar - AS Monaco                                  |  |
| 6  | Jamel Aït Ben Idir   | Milieu    | 10 janvier 1984   | Mont-Saint-Aignan         | France               | 2001                    | Formé au club                                                             |  |
| 24 | Hassan Alla          | Milieu    | 24 novembre 1980  | Oujda (Maroc)             | Maroc                | 2006                    | Mouloudia d'Oujda                                                         |  |
| 18 | Kévin Anin           | Milieu    | 5 juillet 1986    | Le Havre                  | France               | 1999                    | Formé au club                                                             |  |
| 14 | Abdellah Kharbouchi  | Milieu    | 10 août 1980      | Benisidel (Maroc)         | Maroc                | 2006                    | Amiens SC - RC France - FC Sète                                           |  |
| 18 | Selim Bouadla        | Milieu    | 26 août 1988      | Rosny-sous-Bois           | France               |                         | Formé au club                                                             |  |
| 19 | Olivier Davidas      | Milieu    | 8 novembre 1981   | Le Havre                  | France               |                         | Formé au club                                                             |  |
| 25 | Nicolas Dieuze       | Milieu    | 7 février 1979    | Albi                      | France               | 2008                    | Toulouse FC - SC Bastia                                                   |  |
| 35 | Driss Fettouhi       | Milieu    | 3 septembre 1989  | Casablanca (Maroc)        | Maroc                |                         | Formé au club                                                             |  |
| ?  | Jean-Pascal Fontaine | Milieu    | 11 mars 1989      | Saint-Louis de la Réunion | France               | 2002                    | JS Saint-Pierroise                                                        |  |
| 27 | Guillaume Norbert    | Milieu    | 14 octobre 1980   | Châtenay-Malabry          | France               | 2008                    | FC Lorient- US Créteil-Lusitanos - SCO Angers - FC Nantes                 |  |
| 23 | Stéphane Noro        | Milieu    | 22 novembre 1979  | Lille                     | France               | 2008                    | Lille OSC- Stade de Reims - CS Sedan-Ardennes - FC Metz - ES Troyes AC    |  |
| 43 | Mahamane Traoré      | Milieu    | 20 novembre 1987  | Bamako (Mali)             | Mali                 | 2008                    | Centre Salif Keita                                                        |  |
| 11 | Mohamed Youssouf     | Milieu    | 26 mars 1988      | Paris                     | France               |                         | Formé au club                                                             |  |
| 7  | Amadou Alassane      | Attaquant | 7 avril 1983      | Le Havre                  | France               | 2006                    | Les Neiges                                                                |  |
| 9  | Cédric Fauré         | Attaquant | 14 février 1979   | Toulouse                  | France               | 2008                    | Toulouse FC - EA Guingamp- FC Istres - Le Mans UC - Stade de Reims        |  |
| 22 | Jean-Michel Lesage   | Attaquant | 1er mai 1977      | Bourg-la-Reine            | France               | 2008                    | US Créteil-Lusitanos - AJ Auxerre - Le Havre AC                           |  |
| 17 | Nikola Nikezić       | Attaquant | 13 juin 1981      | Podgorica (Monténégro)    | Monténégro           | 2007                    | NK Domžale - ND Gorica                                                    |  |

### Staff technique
- Entraîneur : Jean-Marc Nobilo  France
- Adjoints : Patrice Monteilh  France et Johann Louvel  France
- Entraîneur des gardiens : Nicolas Dehon  France et Serge Ulentin  France
- Coordinateur sportif : Serge Marie  France
- Préparateur physique : Thomas Pavillon  France
- Directeur du centre de formation : Frédéric Lipka  France

### Dirigeants
- Président : Jean-Pierre Louvel  France
- Responsable du recrutement : Franck Sale  France et Bernard Pascual  France

## Statistiques
- Meilleur buteur : Allasane 10 buts
- Meilleur passeur décisif : Ait-Ben-Idir et Alla 4 passes
- Joueur le plus utilisé : Dieuze 34 matches
- Joueur formé au club :
- Taille moyenne :
- Le plus grand :
- Le plus petit :
- Poids moyen :
- Moyenne d'âge :
- Le plus âgé :
- Le plus jeune :

### Coupe de France
32e de finale : UJA Alfortville (CFA)- HAC 0-2
16e de finale : HAC - Le Mans (L1) 0-1 (ap)

### Coupe de la Ligue
16e de finale : HAC - Caen (L1) 3-1
8e de finale : HAC - Rennes (L1) 2-1
Quarts de finale : Nice (L1) - HAC 1-0

### Matchs de préparation
| Date            | Adversaire               | Lieu                 | Score | Buteurs du HAC                                                                                    | Spectateurs |
| 5 juillet 2008  | US Boulogne Côte d'Opale | Gonfreville-l'Orcher | 1-3   | Loïc Nestor                                                                                       | 800         |
| 12 juillet 2008 | EA Guingamp              | Dinard               | 2-5   | Nicolas Dieuze (14e) - Jean-Michel Lesage (17e) - Nikola Nikezić (51, 88e) - Driss Fettouhi (80e) | 500         |
| 14 juillet 2008 | SM Caen                  | Granville            | 2-0   | -                                                                                                 | -           |
| 19 juillet 2008 | AJ Auxerre               | Fontainebleau        | 1-1   | Cédric Fauré (61e)                                                                                | -           |
| 23 juillet 2008 | FC Lorient               | Dinan                | 1-1   | Nicolas Dieuze (58e)                                                                              | -           |
| 26 juillet 2008 | Le Mans UC               | Le Mans              | 2-0   | -                                                                                                 | -           |
| 23 juillet 2008 | FC Malines               | Dieppe               | 3-3   | Nikola Nikezić (40, 43e) - Rokotoharisoa (75e)                                                    | -           |
| 2 août 2008     | Valenciennes FC          | Abbeville            | 0-2   | -                                                                                                 | -           |